# Kayla Maisonet
Kayla Rose Maisonet (Nueva York; 20 de junio de 1999) es una actriz estadounidense. Es conocida por interpretar a Georgie Díaz en la sitcom de Disney Channel Stuck in the Middle.

## Biografía
Kayla Rose Maisonet nació en Nueva York, Estados Unidos el 20 de junio de 1999. Antes de su papel en Stuck in the Middle, Maisonet tuvo un papel recurrente en la serie de Disney Channel Dog with a Blog interpretando el papel de Lindsay, la mejor amiga de la protagonista, Avery (Genevieve Hannelius). Ella ganó el premio a la Mejor Actriz de serie de TV– Actriz Recurrente por sus actuaciones en Mi perro tiene un blog en la 35.º Premios Artista Joven en 2014. Maisonet ha aparecido en The Haunted Hathaways de Nickelodeon como Lilly, en la película de Disney Channel Shmagreggie Saves the World interpretando a TMC y en la comedia de FOX Mulaney. En 2016 consigue un papel protagonista en la serie original de Disney Channel Entre hermanos, interpretando a la hermana mayor de Harley Díaz, Georgie Díaz.

## Filmografía

### Cine
| Año  | Título                | Papel | Notas        |
| ---- | --------------------- | ----- | ------------ |
| 2011 | A New York Fairy Tale | Bella | Cortometraje |

### Televisión
| Año       | Título                      | Papel        | Notas                                             |
| --------- | --------------------------- | ------------ | ------------------------------------------------- |
| 2012      | Shmagreggie Saves the World | TMC          | Piloto de televisión no vendido                   |
| 2012–2015 | Dog with a Blog             | Lindsay      | Papel recurrente, 20 episodios                    |
| 2013      | The Haunted Hathaways       | Lilly        | 3 episodios                                       |
| 2013      | Teens Wanna Know            | Ella misma   | Programa: "ATLA Pool Party & Expo With To Be One" |
| 2015      | Mulaney                     | Adolescente  | Episodio: "Ruby"                                  |
| 2016–2018 | Stuck in the Middle         | Georgie Díaz | Papel principal                                   |
| 2016      | Hollywood Today Live        | Ella misma   | Programa: "Back-to-School Week"                   |
| 2025      | The Rookie                  | Livy         | Episodio: "April Fools"                           |

## Premios y nominaciones
| Año  | Premio                     | Categoría                                      | Trabajo                | Resultado | Ref |
| ---- | -------------------------- | ---------------------------------------------- | ---------------------- | --------- | --- |
| 2014 | 35.º Premios Artista Joven | Mejor Actriz de serie de TV– Actriz Recurrente | Mi perro tiene un blog | Ganador   |     |